# Charles Nwaogu
Charles Uchenna Nwaogu (* 22. Juli 1990 in Osogu) ist ein nigerianischer Fußballspieler.

## Karriere
Nwaogu begann seine Profikarriere 2007 in Polen beim Zweitligisten Znicz Pruszków, für den er hauptsächlich als Einwechselspieler zu Einsätzen kam. 2008 wechselte er zu Odra Opole und sollte dort erstmals Stammspieler werden. Seine ersten beiden Ligaeinsätze wurden Odra aber zum Verhängnis, da Nwaogu noch keine Spielberechtigung hatte, weshalb beide Spiele jeweils mit 0:3 als verloren gewertet wurden. Für Odra bestritt er 28 Spiele in Liga und Pokal und schoss dabei ein Tor. 
Nach der Saison wechselte er ablösefrei an die Ostsee zu Flota Świnoujście. Schon in der ersten Saison gelang ihm der Durchbruch und er wurde bester Torschütze seiner Mannschaft (acht Tore). Sein Sturmpartner war Damian Staniszewski, mit dem Nwaogu des Öfteren aneinandergeriet. Beim Auswärtsspiel bei Łódzki KS am 17. September 2009 kam es zu einer heftigen Auseinandersetzung zwischen den beiden, nachdem Staniszewski ihn mit rassistischen Sprüchen provozierte. Nwaogu bekam für seine Tätlichkeit am eigenen Mitspieler eine rote Karte und 3 Spiele Sperre.
Im Februar 2010 wurde Ensar Arifović sein Sturmpartner, an dessen Seite er in der Saison 2010/11 Torschützenkönig der I liga wurde. Nwaogu schoss für das Team von Trainer Petr Němec 20 Tore in 31 Spielen. Im März 2011 verlängerte er seinen 2011 auslaufenden Vertrag bis 2012, nachdem in der Winterpause einige Vereine aus der Ekstraklasa an ihm interessiert waren. Er bekam aber die Zusage, den Verein im Sommer 2011 gegen eine Ablösesumme von rund 1.000.000 PLN ins Ausland verlassen zu dürfen.
Das Wunschziel des Spielers und des Beraters war die 2. Bundesliga. Zunächst wurde der Aufsteiger F.C. Hansa Rostock als neuer Verein gehandelt. Später bot der türkische Erstligaaufsteiger Samsunspor Flota eine Ablöse von rund 350.000 Euro, doch Nwaogu lehnte den Wechsel in die Türkei ab. Letztendlich wechselte er zu Energie Cottbus und unterschrieb einen Vertrag bis 2014. Bei Energie kam der Stürmer bis zur Winterpause nicht zum Einsatz, sodass die Lausitzer den Vertrag mit Nwaogu im Januar 2012 auflösten.
Am 6. Februar 2012 kehrte Nwaogu nach Polen zurück und unterschrieb einen Vertrag bis zum 30. Juni 2014 bei Arka Gdynia. Anfang September 2012 wurde sein Vertrag aufgelöst und er verließ Arka Gdynia. Daraufhin war er vereinslos.
Im Dezember 2012 nahm ihn sein ehemaliger Verein und damaliger Spitzenreiter der zweiten Liga Flota Świnoujście unter Vertrag. Er unterschrieb einen Eineinhalbjahresvertrag bis Ende Juni 2014, dieser wurde bis Juni 2015 verlängert. In der Rückrunde 2013/14 war er an den Erstligisten Podbeskidzie Bielsko-Biała ausgeliehen. Nach der Insolvenz von Flota Świnoujście im Sommer 2015 schloss sich Nwaogu hauptsächlich unterklassigen polnischen Vereinen an. In der Rückrunde 2015/16 kam er in vier Spielen beim Zweitligisten Bytovia Bytów zum Einsatz.